# Théâtre du Gymnase Marie Bell

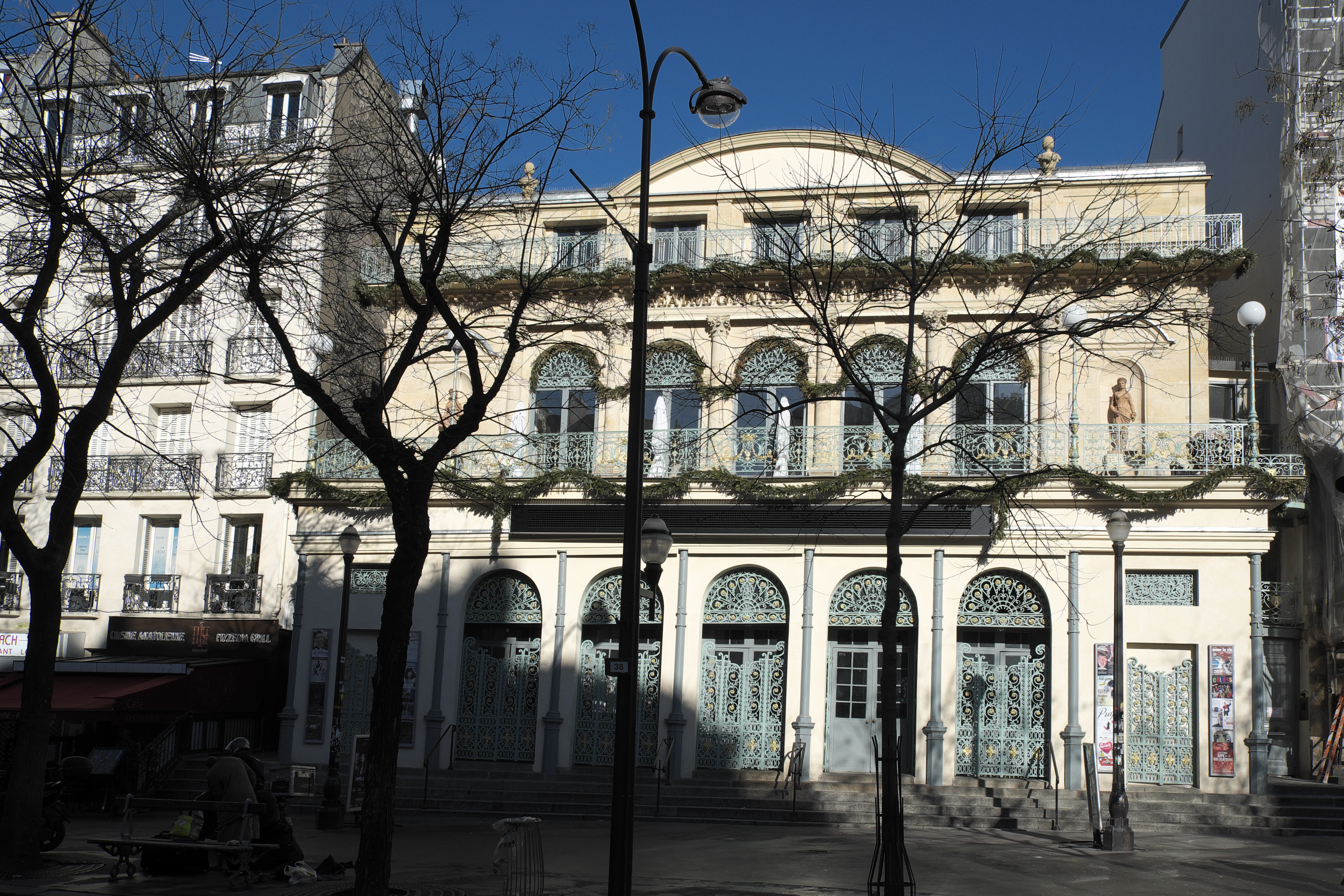
Théâtre du Gymnase Marie Bell

Das Théâtre du Gymnase Marie Bell ist ein Pariser Theater mit 800 Sitzen an der Adresse 38, boulevard Bonne-Nouvelle im 10. Arrondissement. Das Theater verfügt über zwei zusätzliche kleinere Säle: das Studio Marie Bell (90 Sitze) und das Petit Gymnase (160 Sitze). Das Theater steht unter Denkmalschutz.

## Geschichte
Eröffnet am 23. Dezember 1820 durch Charles-Gaspard Delestre-Poirson, diente das Theater den Studierenden des Pariser Konservatoriums als Spielort und führte anfänglich nur Einakter oder auf einen Akt reduzierte Stücke auf.
Poirson erweiterte seine Lizenz auf zwei Akte, dann auf drei und schloss einen Exklusivvertrag mit dem berühmten Dramatiker Eugène Scribe. Seit 1823 besaß das Theater Gasbeleuchtung und seit 1824 konnte es sich durch die Gnade von Maria Karolina von Neapel-Sizilien (1798–1870) Théâtre de Madame nennen.
Im Juni 1830 wurde das Theater geschlossen, renoviert und nach der Julirevolution unter dem Namen Gymnase Dramatique wiedereröffnet.

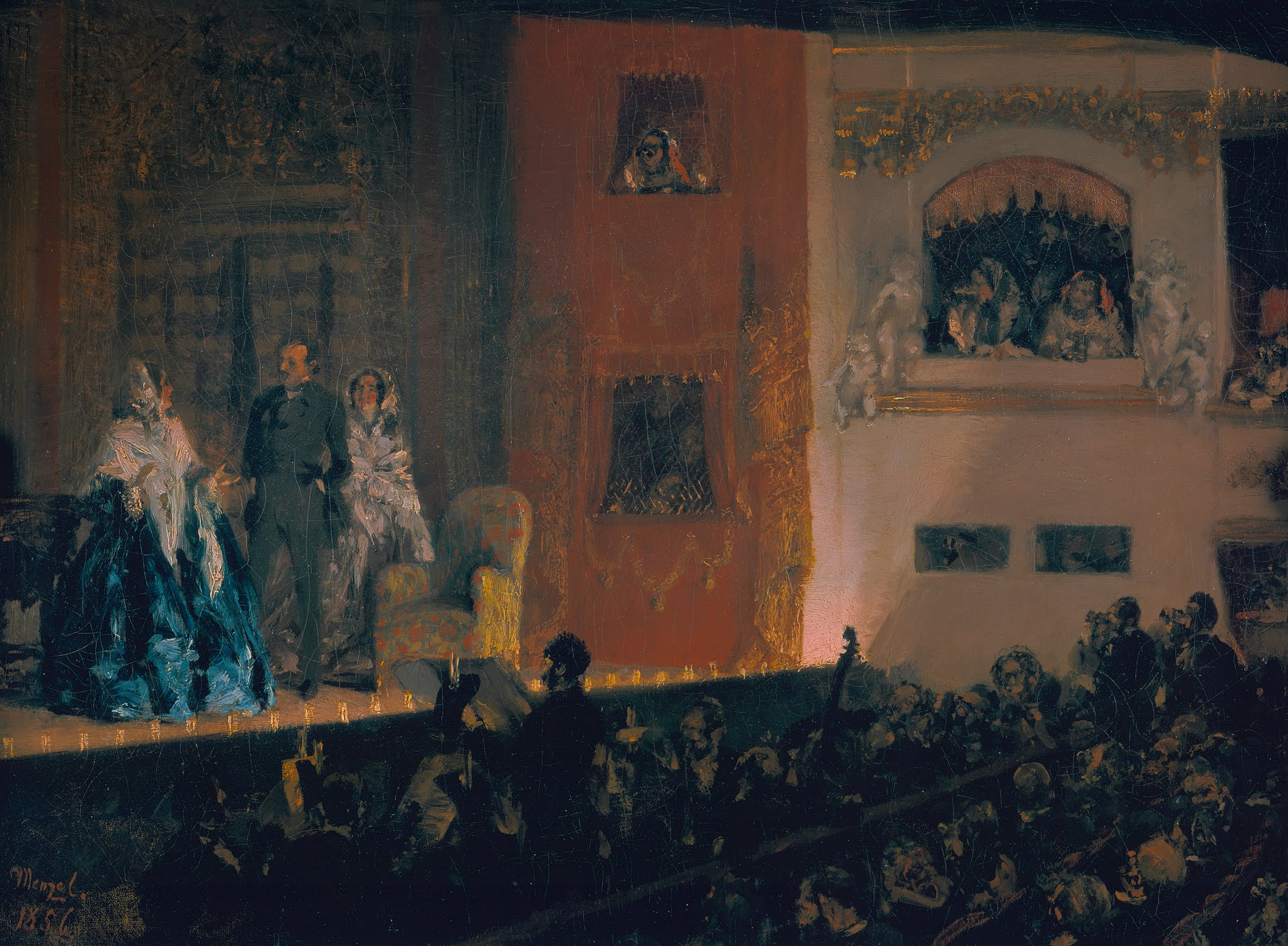
Théâtre du Gymnase gemalt von Adolph von Menzel um 1856

1844 übernahm Adolphe Lemoine die Theaterdirektion. Um ein größeres Publikum anzuziehen, widmete er sich dem Rührstück und dem Melodram. Unter den aufgeführten Autoren befanden sich Honoré de Balzac, Émile Augier, George Sand, Edmond About, Victorien Sardou, Octave Feuillet, Henri Meilhac und Ludovic Halévy, Alexandre Dumas der Ältere und Alexandre Dumas der Jüngere.
1926 wurde der Schriftsteller Henry Bernstein Direktor und führte dort seine Stücke auf: Samson, La Rafaie, La Galerie des Glaces, Mélo, Le Bonheur und wiederum Le Messager.
Seit 1939 wurde das Gymnase zum Aufführungsort der Werke von Marcel Pagnol, Jean Cocteau, Sacha Guitry, Félicien Marceau und Jean Genet. Die Tragödin und spätere Namensgeberin der Bühne, Marie Bell, übernahm die Direktion 1962; besonders ihre Interpretation von Racines Phèdre wurde dort berühmt. Sie leitete das Theater bis zu ihrem Tod am 14. August 1985.
Ihr Nachfolger wurde Jacques Bertin.